# Kaiser Karl (Bergwerk)

Früheres Zechenhaus Kaiser Karl, um 1900

Kaiser Karl, zeitgenössisch auch Kaiser Carl, ist ein stillgelegtes Bergwerk im Ortsteil Smolné Pece (Pechöfen) der Gemeinde Potůčky (Breitenbach) in Tschechien, das im 18. Jahrhundert betrieben und nach etwa 100 Jahren zum völligen Erliegen kam. Das Zechenhaus hat sich bis nach dem Ende des Zweiten Weltkrieges erhalten. Es wurde im ausgehenden 19. Jahrhundert als Gasthaus Felsenkeller bekannt und mehrfach baulich erweitert. Im Volksmund erhielt das Gebäude die Bezeichnung Blutiger Knochen. Das Zechen- bzw. Gasthaus wurde Ende der 1940er Jahre wie alle Gebäude von Pechöfen dem Erdboden gleichgemacht. Das Stollnmundloch blieb erhalten. 

## Geschichte
Aufgrund des zu Beginn der 1710er Jahre einsetzenden neuen Bergsegens wurde auch im böhmischen Teil des Erzgebirges nach weiteren erzträchtigen Klüften und Gängen gesucht. In Pechöfen unmittelbar am Pechöfener Bach vermutete man eine Erzader, so dass beim königlichen Bergamt im Jahre 1713 ein neues Bergwerk gemutet wurde. Die Benennung der Mutung erfolgte nach Kaiser Karl V., dem die Gegend ihre Abtretung von Sachsen an das Königreich Böhmen verdankte.
Man begann, den Tiefen Stolln in den Berg zu treiben. Nach 18 Klaftern stieß die Betreibergewerkschaft tatsächlich auf einen silbererzhaltigen Gang, der abgebaut wurde. Doch die Gewerkschaft, die dieses Bergwerk betrieb, war letztendlich finanziell nicht in der Lage, der Abbau fortzusetzen, so dass 40 bis 50 Kuxe über das zuständige Bergamt zum Kauf angeboten wurden. Im Jahre 1727 lieferte der Kaiser-Karl-Stolln 8–14löthige Silbererze.
1725 verscharrte Anna Sybilla Kircheis aus Johanngeorgenstadt unweit des Grundes beim Zechenhauses ihr ermordetes Kind in einem Graben, legte Erde und Moos darauf und kennzeichnete die Stelle mit einem Stock. Bereits einen Tag später bereute die Mörderin ihre Tat und half bei der Suche nach dem vergrabenen Kind. Es wurde zunächst nicht exhumiert, sondern dies erfolgte erst nach Genehmigung durch das Böhmische Ober- und Waldamt St. Joachimsthal. Die Exhumierung der Leiche fand im Beisein des Stadtrichters von Platten statt und wurde protokolliert. Das tote Kind wurde zur Brücke über den Breitenbach am kaiserlichen Zollhaus in Breitenbach getragen und dort den sächsischen Beamten in Johanngeorgenstadt übergeben.